# Підземне сховище етилену у Холфорді
Підземне сховище етилену у Холфорді — розташовані за два десятки кілометрів на південний захід від Манчестера каверни для зберігання етилену.
У 1980-х роках через етиленопровід Trans-Pennine (введений в експлуатацію у 1966-му) організували подачу сировини на ще два нафтохімічні майданчики, при цьому для забезпечення стабільності поставок створили підземне сховище цього олефіну в Холфорді. Під нього використали дві каверни, котрі з’явились тут внаслідок видобутку солей з тріаської формації Northwich Halite Formation, яка в цьому районі має товщину біля 250 метрів та залягає на глибинах від 200 до 500 метрів.
В залежності від тиску, у сховищі може знаходитись від 5 до 20 тисяч тонн етилену. Перед закачуванням до каверн отриманий по трубопроводу етилен підігрівають, а після вилучення з них він проходить осушку від води. Зв'язок з Trans-Pennine забезпечується за допомогою перемички довжиною 19 км. Піднятий зі сховища олефін закачується до трубопроводу за допомогою компресора.